# 쇼키노

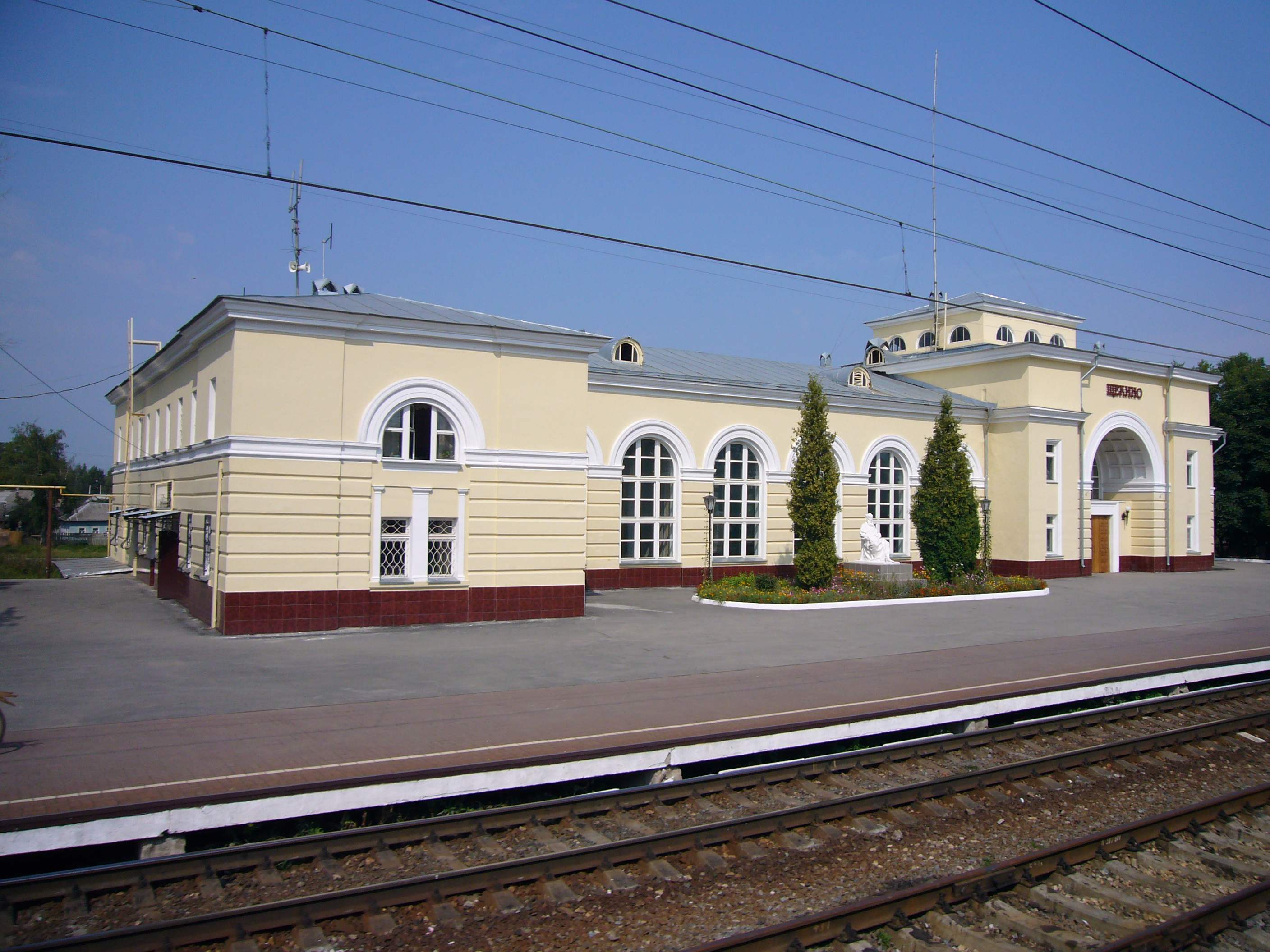

쇼키노(러시아어: Щёкино)는 툴라주의 도시이다. 이도시에서 모스크바 - 심페로폴을 연결하는 고속도로가 있고, 남쪽으로 22km지점에 툴라가 위치해 있다. 인구는 6만1,588명 (2002년); 7만2,000명 (1977년)이다.